# Benoitinus elegans
Benoitinus elegans (лат.) — вид паукообразных из семейства Samoidae отряда сенокосцев, единственный в роде Benoitinus. Эндемик Сейшельских Островов. Обитает в листовой подстилке.
Встречается только в горной лесистой местности на острове Силуэт, на высотах от 300 до 770 м над уровнем моря.
Среде обитания угрожают инвазивные виды растений, особенно корица (Cinnamomum verum), и она продолжает сокращаться, поэтому МСОП присвоил таксону охранный статус «Виды на грани исчезновения» (CR). На острове Ла-Диг, где корицей заросли бо́льшие площади, вид признали исчезнувшим.